# Giórgos Kastrinákis
Giórgos Kastrinákis (grec moderne : Γιώργος Καστρινάκης), né le 9 juin 1950, est un ancien joueur de basket-ball grec. Il évolue aux postes d'ailier fort et de pivot.

## Palmarès
- Vainqueur des Jeux méditerranéens de 1979